# پالومانی
پالومانی (به اسپانیایی: Palomani) یک کوه در بولیوی است که در شهرستان لاپاز (بولیوی) واقع شده‌است. پالومانی ۵٬۷۲۳ متر بالاتر از سطح دریا واقع شده‌است.